# Дідеріх Франц Леонхард фон Шлехтендаль
Дідеріх Франц Леонхард фон Шлехтендаль (нім. Diederich Franz Leonhard von Schlechtendal, 1794–1866) — німецький ботанік.

## Біографія
Навчався в Берліні, у 1819 році став куратором Королівського гербарію. Він був професором ботаніки та директором Ботанічного саду в Університеті Мартіна Лютера в Галле-Віттенберзі з 1833 року до своєї смерті в 1866 році.
Він був редактором ботанічного журналу Linnaea (з 1826 р.), а разом з Гуго фон Молем (1805–1872) був видавцем Botanischen Zeitung (з 1843 р.).
Він провів важливі дослідження невідомої на той час флори Мексики, здійснені спільно з Адельбертом фон Шаміссо (1781–1838), на основі зразків, зібраних Крістіаном Юліусом Вільгельмом Шіде (1798–1836) і Фердинандом Деппе (1794–1861).
Шлехтендаль був критиком дарвінізму, але прийняв обмежену форму еволюції. Він виступав за форму спільного походження «деяких груп дуже схожих видів, які також населяють обмежену територію».

## Вшанування
На його честь був названий рід Schlechtendalia (Asteraceae) з Бразилії, Уругваю та Аргентини.

## Основні праці
- Animadversiones botanicae in Ranunculaceas, Berlin 1819–1820
- Flora berolinensis, Berlin 1823–1824
- Adumbrationes plantarum, 1825–1832
- Flora von Deutschland, Jena 1840–1873 (спільно з Крістіаном Едуардом Лангеталем та Ернстом Шенком)
- Hortus halensis, Halle 1841–1853